# Marianków Bankowy
Marianków Bankowy – część wsi Miłków w Polsce, położona w województwie świętokrzyskim, w powiecie ostrowieckim, w gminie Bodzechów.
W latach 1975–1998 Marianków Bankowy administracyjnie należał do województwa kieleckiego.